# باثولوجيا نفسية حيوية
الباثولوجيا النفسية الحيوية هي دراسة الأساس البيولوجي الذي تُبنى عليه الأمراض العقلية. ويسعى هذا العلم إلى الكشف عن السببيات الوراثية والعصبية الكامنة وراء الأمراض النفسية ومنها الفصام واضطراب المزاج واضطرابات القلق.
ورغم أن هذا المجال يتلاقى مع علم النفس إلا أنه فرع متخصص يتخذ منحى تجريبيًا. ويعرف هذا الفرع بعدة أسماء منها: العلوم العصبية والباثولوجيا النفسية.
والباثولوجيا النفسية من المجالات متعددة الاختصاصات التي تنشأ من عدة علوم منها العلوم العصبية والفارماكولوجيا النفسية والكيمياء الحيوية وعلم الوراثة وعلم النفس، وتهدف إلى دراسة الأساس الحيوي للسلوك بوجه عام وللباثولوجيا النفسية على وجه التحديد. وليس هناك تناقض بين الباثولوجيا النفسية الحيوية وغيرها من المناهج المرتبطة بالأمراض العقلية، ولكنها في معظمها محاولات تتناول دراسة نفس المرض ولكن من أوجه مختلفة. إلا أن الباثولوجيا النفسية العصبية تحتل مكانة خاصة في تركيب ووصف علاج للأمراض العقلية معتمد على دواء، وهذا يرجع إلى تركيز هذا الفرع على العمليات الحيوية للجهاز العصبي. ومن الناحية العملية تستخدم الأدوية بالتزامن مع المعالجة النفسية عند علاج الأمراض العقلية.
ويتوفر برنامج الحصول على الدكتوراه في الباثولوجيا النفسية العصبية على وجه الخصوص في جامعة مينيسوتا (University of Minnesota) في قسم علم النفس الرفيع المستوى. وتعد راشيل كلارك (Rachel Clark) من جامعة نورث إيسترن (Northeastern University) أحد أشهر علماء الباثولوجيا النفسية العصبية.

## نطاق علم الباثولوجيا النفسية العصبية
الباثولوجيا النفسية العصبية من المجالات التي تركز على بحث وتحليل الأساس الحيوي الذي تُبنى عليه الأمراض العقلية الكبرى مثل الاضطرابات ثنائية القطب وأحادية القطب والفصام وداء الزهايمر. وأغلب التحليلات الموجودة حاليًا ناتجة عن استخدام تقنيات التصوير العصبي ومنها التصوير المقطعي بالإصدار البوزيتروني (PET) للقائف المشع والتصوير بالرنين المغناطيسي الوظيفي (fMRI) إضافة إلى الدراسات الوراثية. ويكشف التصوير العصبي مع التصوير المقطعي بالإصدار البوزيتروني والتصوير بالرنين المغناطيسي الوظيفي بجانب الفحوص الدوائية أن الاختلاف في تنشيطات الدماغ التي لها مردود سلوكي قد ينشأ عن اختلافات دفينة في مسارات الإشارات في الدماغ. وفهم التأثير المتبادل بين النواقل العصبية وأدوية الطب النفسي التي تؤثر عليها هو مدار البحث في هذا المجال. ومن بين البحوث العظيمة النفع تلك البحوث المتعلقة بالأسس الحيوية في مجال الكيمياء الحيوية والوراثة والفيزيولوجيا والأعصاب والتشريح. ومن الناحية السريرية يراعى في الدراسة السببية لهذه الأمراض عدة جوانب تتعلق بالمعالجات والنظام الغذائي والأدوية والملوثات البيئية المحتملة والتمرينات والآثار الضارة لإجهاد الحياة، وهذه الجوانب يمكن أن تكون سببًا في تغيرات كيميائية حيوية ملحوظة.

## نشأة وأساس الباثولوجيا النفسية العصبية
انصب تركيز سيغموند فرويد (Sigmund Freud) في أول الأمر على الأسباب الحيوية للمرض العقلي وعلاقته بالعوامل السلوكية الواضحة. ويؤمن فرويد بأن العوامل الحيوية تؤدي إلى مفهوم أن أدوية بعينها ومنها الكوكايين على سبيل المثال تقوم بدور مضاد للاكتئاب.
وفي خمسينيات القرن العشرين أعدّ أول دواء حديث مضاد للدّهان والاكتئاب: الكلوروبرومازين (الثورازين) الذي كان من أول العلاجات المضادة للدهان وأوسعها انتشارًا والإيبرونيازيد الذي كان أول علاج مضاد للاكتئاب. وساعدت الأبحاث المتعلقة بهذه الأدوية الأولى في نشوء نظرية أحادي الأمين وكاتيكولامين التي كانت تنبئ بحقيقة أن اختلال التوازن الكيميائي هو أساس أمراض الصحة النفسية. وتشير الأبحاث الحديثة إلى مفهوم اللدونة العصبية، وتنفرد بتقرير أن اضطرابات الصحة النفسية قد تصاحبها مشكلة فيزيولوجية عصبية تعمل على تثبيط اللدونة العصبية.

## التشخيص
هذا المجال تتجلى فيه أهمية التحديد والتشخيص الدقيق لاضطرابات الصحة النفسية. فالعلاجات المبنية على تشخيص غير دقيق ستؤدي حتمًا إلى تفاقم الحالة عما كانت عليه. ولكن يصعب تصور هذا الأمر نظرًا لكثرة السببيات التي تكشف عن أعراض اضطرابات الصحة النفسية. ومن بين الاضطرابات الجديرة بالاهتمام: الاضطراب العاطفي الموسمي والاكتئاب السريري والاضطراب ذو اتجاهين والانفصام واضطراب القلق المتعمم والاضطراب الوسواسي القهري.